# Joseph Lederer (Komponist, 1733)
Joseph Lederer (* 15. Januar 1733 in Ziemetshausen; † 22. September 1796 in Ulm) war ein süddeutscher Klostermusiker und Komponist.

## Leben
Lederer entstammte der Familie des Webers J. Ulrich Lederer aus Ziemetshausen. Sein Name war zunächst Anton, später erhielt er den Klosternamen Joseph. Er besuchte in Ulm das Klostergymnasium des Augustinerchorherrenstifts „Zu den Wengen“. Anschließend trat er in dieses Kloster ein und wirkte als Musikdirektor, Organist und Theologieprofessor. Für das Klostergymnasium schuf er zahlreiche Musikdramen. Bei der ersten großen Europareise der Familie Mozart kam es sehr wahrscheinlich zu einem Zusammentreffen mit Leopold Mozart und seinen Wunderkindern, da Leopold Mozart seinen Augsburger Jugendfreund, den Chorherrn Peter Obladen, im Wengenkloster besuchte. 1781 publizierte Lederer im Augsburger Verlag von Johann Jakob Lotter die Klaviersammlung „Apparatus Musicus“.

## Werke

### Kompositionen
- Die Standhaftigkeit, oder Thomas Graf von Aquin. Ein Singspiel. Ulm 1766.[4]
- Sechs Messen kurz, leicht und sangbar, (...) hauptsächlich zum Gebrauch der Chöre auf dem Lande und der Frauenklöster ausgesetzt. J. J. Lotter, Augsburg 1776/1781.
- Etwas aus China. Eine Operette in 3 Akten. Ulm 1777.
- Fünf Vespern, samt fünf andern Psalmen, welche das Jahr hindurch vorkommen, einem besondern Magnificat und einem Stabat Mater, kurz, leicht, singbar (...). Ulm 1780.
- Apparatus Musicus, oder: Musikalischer Vorrath, enthaltend 18. Verse, 17. Praeambulen, Menuet, Trio, 3. Sonaten, eine Art von Rondeau mit 5. Variationen, eine Cantate in Partitur von Canto Solo, Violin Solo, Orgel Solo, und Violoncello, Uebergaenge durch alle Toene auf dem Clavier, kurze Regeln die Partitur recht zu schlagen, zum Beßten der Anfaenger auf dem Clavier, wodurch sie zugleich zum Praeambuliren und Componiren vorbereitet werden: wie auch zur Bequemlichkeit der Herren Lehrmeister, welche da fuer die Anfaenger hinlaengliche Stuecke beysammen haben, aufgesetzt von Joseph Lederer, in dem befreyten Stift zun  Wengen in Ulm regulierten Chorherrn. Augsburg, (...) Johann Jakob Lotter (...) 1781 (Digitalisat).
- Die jungen Rekruten. Eine komische Operette in drei Aufzügen. Ulm 1781.
- Deo nostro sit jucunda, decoraque laudatio (...) sive VI Missae novae atque solemnes (...). Opus IV. Johann Jakob Lotter, Augustae Vindelicorum 1785.
- Das hohe Lied Salomons; ein Singspiel über den Zustand der Kirche Gottes von den Zeiten David’s bis ans Ende der Welt. Burghausen 1788.

### Schriften
- Neue und erleichterte Art zu solmisieren; nebst anderen Vortheilen die Singkunst in kurzer Zeit zu erlernen. Ulm 1756.
- Dissertatio apologetica, qua cultus SS. Angelorum, et praesertim celeberrima S. Michaelis Archangeli in Monte Gargano apparitio ab iniustis vexis et censuris vindicatur, authore R. P. Josepho Lederer, Ad Exemptas Insulas Wengenses Canonico Capitulari, & p. t. SS. Theologiae Professore. Augustae Vindelic. sumptibus Matthaei Rieger, Bibliop. 1761 (Digitalisat 1, Digitalisat 2, Digitalisat 3).
- [Anonym:] Chronick des befreyten Stifts der regulierten Chorherren zu den Wengen in Ulm, kurz verfaßt als gedachtes Stift den 28. des Herbstmondes bis auf den 5. des Weinmondes wegen sechshundertjähriger Erhaltung Gott, dem unsterblichen Könige der Jahrhundert, feyerlichen Dank abstattete. Ohne Ort 1783 (Digitalisat).
- Die Standhaftigkeit im Glauben; gemacht für den gemeinen Mann. Ulm 1784.

Von Lederer als Philosophieprofessor betreute Dissertation
- Dissertatio apologetica de brutorum animabus, in qua rejecta peripateticorum opinione, illarum spiritalitas  adstruitur, quam (...) praeside R. D. Josepho Lederer, ibidem canonico capitulari, et philosophiae professore, RR. DD. FF. Georgius Niderlaender, Michael Bischoff, et Paulus Schmatera, ejusdem collegii canonici professi, die 21. Augusti anno MDCCLVIII (= 1758) propugnabunt. Günzburgi, Typis Wageggianis (Digitalisat 1, Digitalisat 2).

### Hörbeispiele
- Kantatensatz Sunt vana profana. Aus: Apparatus Musicus. Mit Theresa Mack (Sopran), Jessica Triebelhorn (Violine) und Siegfried Gmeiner (Orgel), musiziert in der Ulmer Wengenkirche, Juni 2013.
- Präludium G-Dur. Aus: Apparatus Musicus. Gespielt von Siegfried Gmeiner an der Chororgel der Ulmer Wengenkirche

## Moderne Ausgaben
- Joseph Lederer. Apparatus Musicus (Hrsg. Rudolf Walter), Doblinger, Wien 2007
- Joseph Lederer. Sunt vana profana. Cantate für Violine, Sopran, Orgel, und Violoncello (Hrsg. Wolfgang Schäfer). Cornetto-Verlag, Stuttgart 1999.